# Karin Neugebauer
Karin Neugebauer, née le 5 décembre 1955 à Leipzig, est une ancienne nageuse est-allemande.

## Biographie
Lors des Championnats d'Europe junior en 1969, elle remporte la médaille d'or sur le 800 m à seulement 13 ans. L'année suivante, elle devient aussi Championne d'Europe de la distance dans la catégorie adulte à Barcelone.